# Omachi
Omachi (大町市 -shi) é uma cidade japonesa localizada na província de Nagano.
Em 2003 a cidade tinha uma população estimada em 30 482 habitantes e uma densidade populacional de 65,58 h/km². Tem uma área total de 464,84 km².
Recebeu o estatuto de cidade a 1 de Julho de 1954.